# Festival du monde arabe de Montréal
Pour les articles homonymes, voir FMA.

Logo du Festival du monde arabe

Créé en 2000, le Festival du monde arabe de Montréal (FMA) (en arabe مهرجان العالم العربي في مونتريال) est un événement annuel ayant lieu l'automne à Montréal. Des spectacles variés, des films et des conférences, en relation avec la culture arabe, sont présentés au public. L'événement se veut laïque afin de représenter toute la culture arabe.
La 14e édition du Festival du monde arabe de Montréal s'est déroulée du 25 octobre au 9 novembre 2013 sous le thème Tribales à la Place des Arts et dans diverses salles de spectacles de Montréal.

## Description

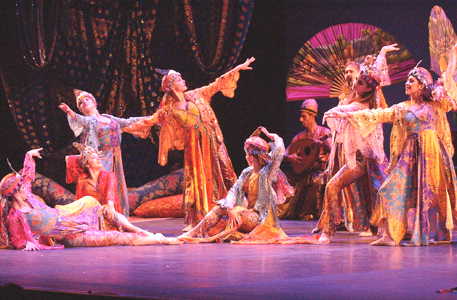
Deux mille et une nuits, Caracalla, en 2002

Le Festival a été créé en 2000 par Joseph Nakhlé, il est produit par Alchimies, Créations et Cultures et vise à développer un dialogue entre les cultures arabe et occidentale. L'événement est thématique et pluridisciplinaire via ses trois volets : Arts de la Scène, Salon de la Culture, et Cinéma.
Le FMA offre à des artistes de différentes cultures de mettre en commun leur créativité, leur expérience et leur art, tout en partageant des moments inoubliables avec un auditoire attentif dans un contexte chaleureux et invitant. En outre, il vise à faire découvrir au public des créations originales, dépositaires de l’extraordinaire richesse des patrimoines occidentaux et orientaux.
Le FMA est notamment connu pour ses créations multidisciplinaires annuelles qui ont marqué les esprits par leur démarche avant-gardiste. Elles favorisent la rencontre entre les artistes et les communautés, tout en incarnant avec finesse et subtilité les valeurs du festival : la tolérance, l’ouverture, la découverte de l’autre, la lutte contre les préjugés...
Aujourd’hui, l’organisme compte une dizaine de créations parmi lesquelles Le Cercle de l’Extase (2003), Algorythmes (2004), Razzias (2004), Harem, lever les voiles (2005), Les possédés (2006), Fous de Dieu (2008), Maqam Flamenco (2008), Je me souviens (2009), Je me souviens 2.0 (2010), Charabia (2011) et Dieu en 3D (2012), Tribales (2013), Tapis Volant (2014), Hilarus Delirus (2015)
Parmi les artistes, les groupes et les penseurs reçus au FMA : Les Jajouka, Wajdi Mouawad, Caracalla, le Ballet contemporain du Québec, Majida El Roumi, Nass El Ghiwane, Marcel Khalifé, Naseer Shamma, Zad Moultaka, Simon Shaheen, Omar Bashir, Lotfi Bouchnak, Les Derviches tourneurs d’Alep, Mohammed Arkoun, Robert Solé, Carlos Pinana, Ashraf Sahrif Khan, Nassima Chabane, Amazigh Kateb, Mercan Dede, Cheikh Sidi Bémol, Charbel Rouhana, Lena Chamamyan, etc.

## Les thèmes annuels
- 2000: Journées 2000
- 2001: Tentations
- 2002: Vous avez dit arabe?
- 2003: Dévoilée
- 2004: Razzias[11]
- 2005: Harem[12]
- 2006: Prophètes rebelles[12]
- 2007: Espace Zéro[13]
- 2008: Liaisons andalouses[14]
- 2009: Mémoires croisées[15]
- 2010: Arabitudes[16]
- 2011: Charabia[17]
- 2012: Utopia[18]
- 2013: Tribales[9]
- 2014: 15 folies métèques[19]
- 2015: Hilarus Delirus[20]
- 2016: Aurores
- 2017: Les trois' saisons en quart de ton
- 2018: Chants de Mutants: Aux rives de Gibraltar
- 2019: Au midi du monde, 20 ans d'acrobaties
- 2020: Espace 01: Des univers à conquérir
- 2021: Entracte

## Alchimies, Créations et Cultures
Le mot Alchimies fait référence à une nécessité qui conditionne toute entreprise artistique, celle de vouloir recomposer le monde dans la réflexion et la création, mais aussi à une irrationalité latente qui permet de transformer, de fusionner et de recréer les éléments. En l’occurrence, les cultures.

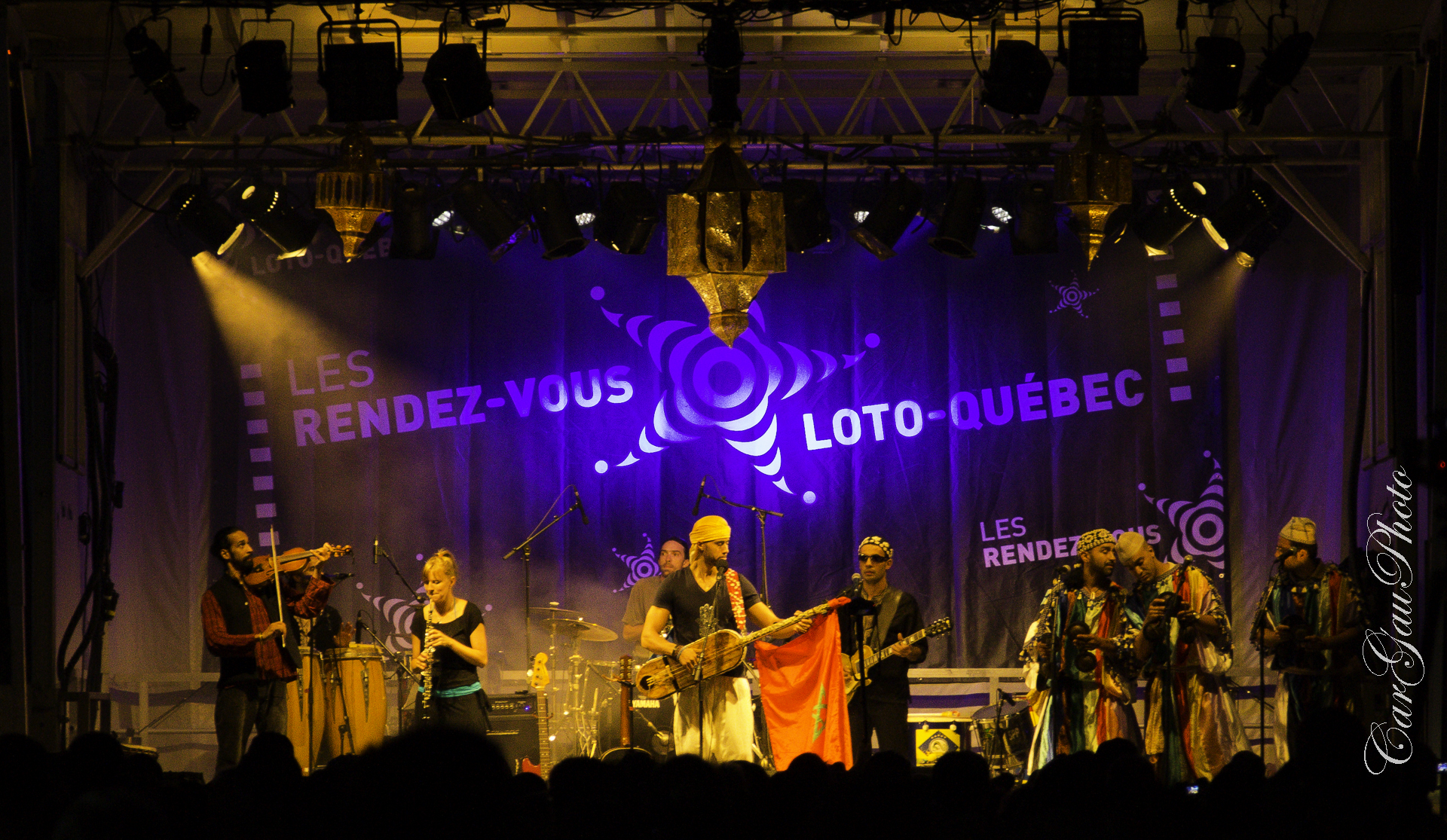
Orientalys

Alchimies, Créations et Cultures fait partie des créateurs et des diffuseurs d'art de Montréal. Ses activités s'intègrent, de façon enrichissante, dans le paysage culturel de la ville et alimentent sa vie artistique avec de nouvelles expressions. Véritable carrefour de tendances et d'orientations artistiques permettant la réflexion et l'expérimentation, Alchimies, Créations et Cultures se veut un lieu de face-à-face, d'échanges et de liaisons entre les cultures. Ses objectifs sont :
- Établir un espace artistique dédié à la rencontre d'identités culturelles issues de différents horizons par le biais de la création, de la production et de la diffusion d'œuvres innovatrices.
- Offrir aux artistes québécois, de toutes origines, l'occasion d'échanger avec d'autres cultures et de s'enrichir d'un nouveau savoir-faire et de nouvelles approches.
- Soutenir et réaliser des initiatives artistiques qui s'appuient sur l'expérience de la diversité culturelle à Montréal.

Alchimies, Créations et Cultures est le producteur du Festival du Monde Arabe de Montréal et, depuis 2011, d'un grand volet estival, gratuit et en plein air, intitulé Orientalys, qui, depuis la deuxième édition en 2012, a lieu au Quai Jacques-Cartier du Vieux-Port de Montréal.